# Ceroxylon pityrophyllum
Ceroxylon pityrophyllum es una especie de planta fanerógama perteneciente a la familia Arecaceae. Es originaria de Bolivia y el sur del Perú, donde se encuentra en la Cordillera de los Andes, generalmente a una altitud entre 1400 y 2400  metros.

## Descripción
Ceroxylon pityrophyllum tiene un tallo solitario, que alcanza los 4-20 m de alto, y de 10 a 30,0 cm de diámetro, verdes, cubierto con una capa muy delgada de cera. Las hojas 12-20 en una corona esférica, a menudo grisácea y con hojas persistentes seca colgando. Las
inflorescencias estaminadas 3-4 a la vez, con un pedúnculo 40-121 cm de largo. Las inflorescencias pistiladas 4-8 a la vez; con pedúnculo de 69-185 cm de largo, 2 cm de ancho en el ápice. Las frutas subglobosas, de color rojo anaranjado cuando están maduras.

## Taxonomía
Ceroxylon pityrophyllum fue descrita por (Mart.) Mart. ex H.Wendl. y publicado en Les Palmiers 239. 1878.
Etimología
Ceroxylon: nombre genérico compuesto de las palabras griegas: kèròs = "cera" y xγlon = "madera",  en referencia a la gruesa cera blanca que se encuentra en los troncos.
pityrophyllum: epíteto que alude al género Pityrophyllum ahora un sinónimo de Tillandsia.
Sinonimia
- Calappa pityrophylla (Mart.) Kuntze
- Ceroxylon weberbaueri Burret
- Cocos pityrophylla Mart.[6][7]

## Nombre común
- Palma amarilla, palma real, palmera (Bolivia), vicuña palmito, morona (Perú).[8]